# Florian Pick
Florian Pick (* 8. září 1995) je německý profesionální fotbalista, který hraje na pozici ofenzivního záložníka nebo levého křídla za klub 1. FC Heidenheim.

## Kariéra
V létě 2020 se Pick spolu se spoluhráčem Christianem Kühlwetterem z 1. FC Kaiserslautern ze 3. Ligy připojil k týmu 2. Bundesligy 1. FC Heidenheim.
Dne 22. prosince 2021 se Pick dohodl na hostování v Ingolstadtu na zbytek sezóny s opcí na koupi.